# Lucas Dias
Lucas Dias Silva (Bauru, 6 luglio 1995) è un cestista brasiliano.

## Carriera
Con il Brasile ha disputato i Campionati americani del 2022.

## Palmarès
- Coppa Intercontinentale: 1

Franca: 2023